# Åminne
Åminne – miejscowość (tätort) w Szwecji, w regionie administracyjnym (län) Jönköping, w gminie Värnamo.
Według danych Szwedzkiego Urzędu Statystycznego liczba ludności wyniosła: 222 (31 grudnia 2015), 212 (31 grudnia 2018) i 211 (31 grudnia 2019).